# Austempering

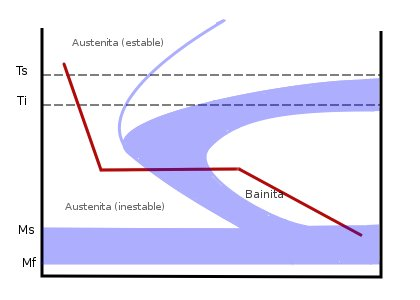
Diagrama de transformación isotérmica.

El austempering (o temple bainítico) es un tratamiento térmico que se aplica al acero. Con este tratamiento isotérmico se pretende obtener piezas con una estructura bainítica, que sean duras pero no extremadamente frágiles. Suele aplicarse a aceros con un contenido en carbono alto.
Se utiliza para piezas como engranajes, ejes, y, en general, partes sometidas a fuerte desgaste que también tienen que soportar cargas. Puede sustituir a procesos como el Temple por inducción y el Temple convencional.

## Propiedades
- Con este método se pueden obtener piezas con dureza hasta 55 HRC.
- Comparando con otros tratamientos, el Austempering reduce las tensiones internas y la probabilidad de choque térmico.
- Buena ductilidad, considerando la dureza.

## Proceso
- Calentamiento por encima de la temperatura crítica.
- Enfriamiento brusco en un baño de sales o plomo fundido hasta una temperatura comprendida entre la temperatura martensítica y 450º. Tiene que ser suficientemente rápido para evitar la formación de perlita.
- Mantenimiento de esa temperatura hasta que toda la austenita se ha transformado en bainita.
- Enfriamiento al aire.

- Datos: Q3319824
- Multimedia: Austempering / Q3319824